# Aline Charigot
Aline Charigot (Essoyes, Francia, 23 de mayo de 1859-Niza, 27 de junio de 1915) fue una de las principales modelos de Pierre Auguste-Renoir. Se conocieron a finales de la década de 1870 y contrajeron matrimonio el 14 de abril de 1890. Tuvieron tres hijos: Pierre Renoir (1885-1952), Jean Renoir (1894-1979) y Claude Renoir (1901-1969)

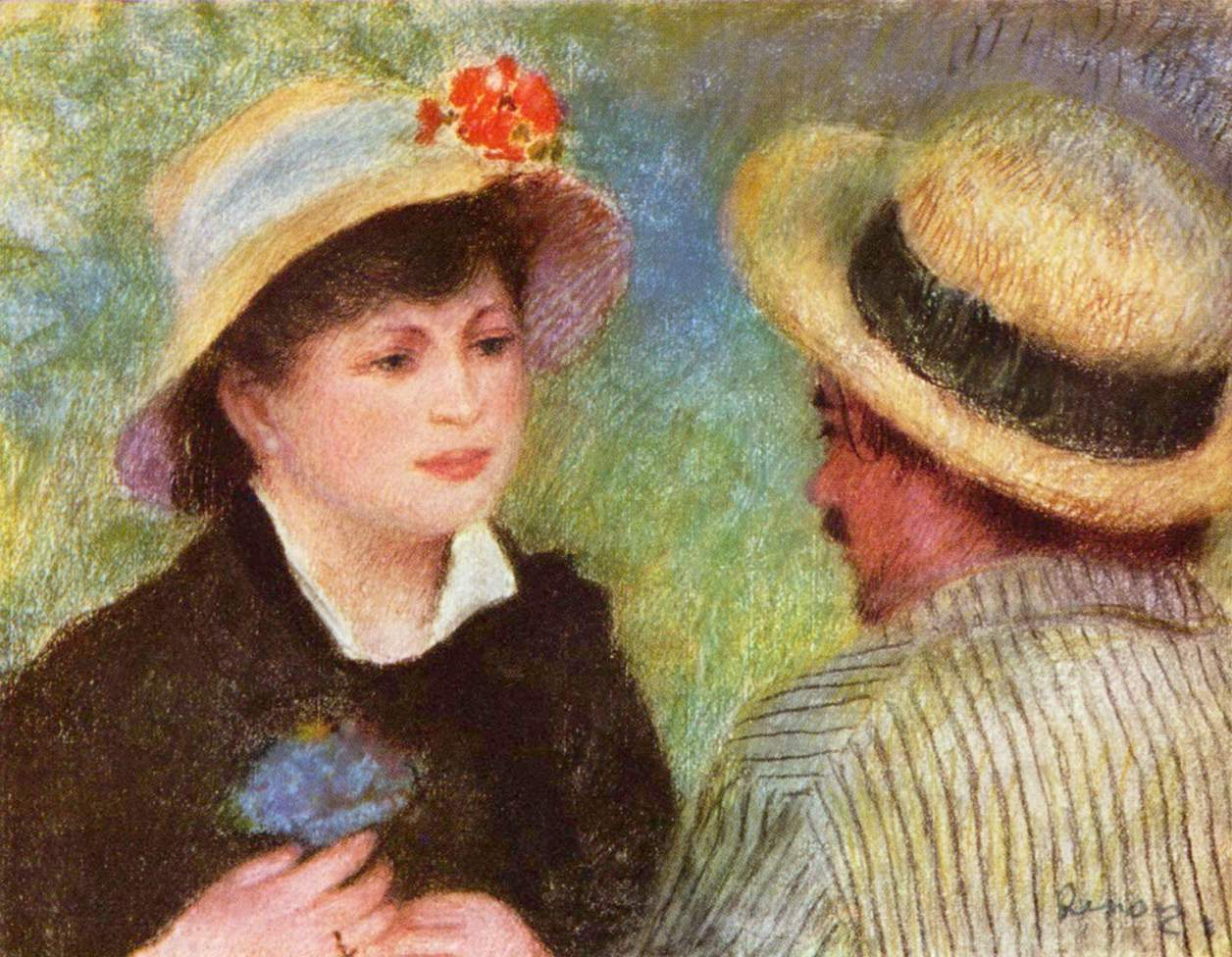
Les Canotiers Pierre Auguste-Renoir c.1881

Es la protagonista de varias piezas de Renoir como Aline Charigot (1885) propiedad del Museo de Arte de Filadelfia, Busto de Aline Charigot propiedad de Museo Soumaya, Les Canotiers (c. 1881) propiedad del Museum of Fine Arts, Boston, Por la orilla del mar (1883) propiedad del Metropolitan Museum of Art y Baile en el campo (1883) propiedad del Musée d´Orsay.